# Drewitz (Jänschwalde)

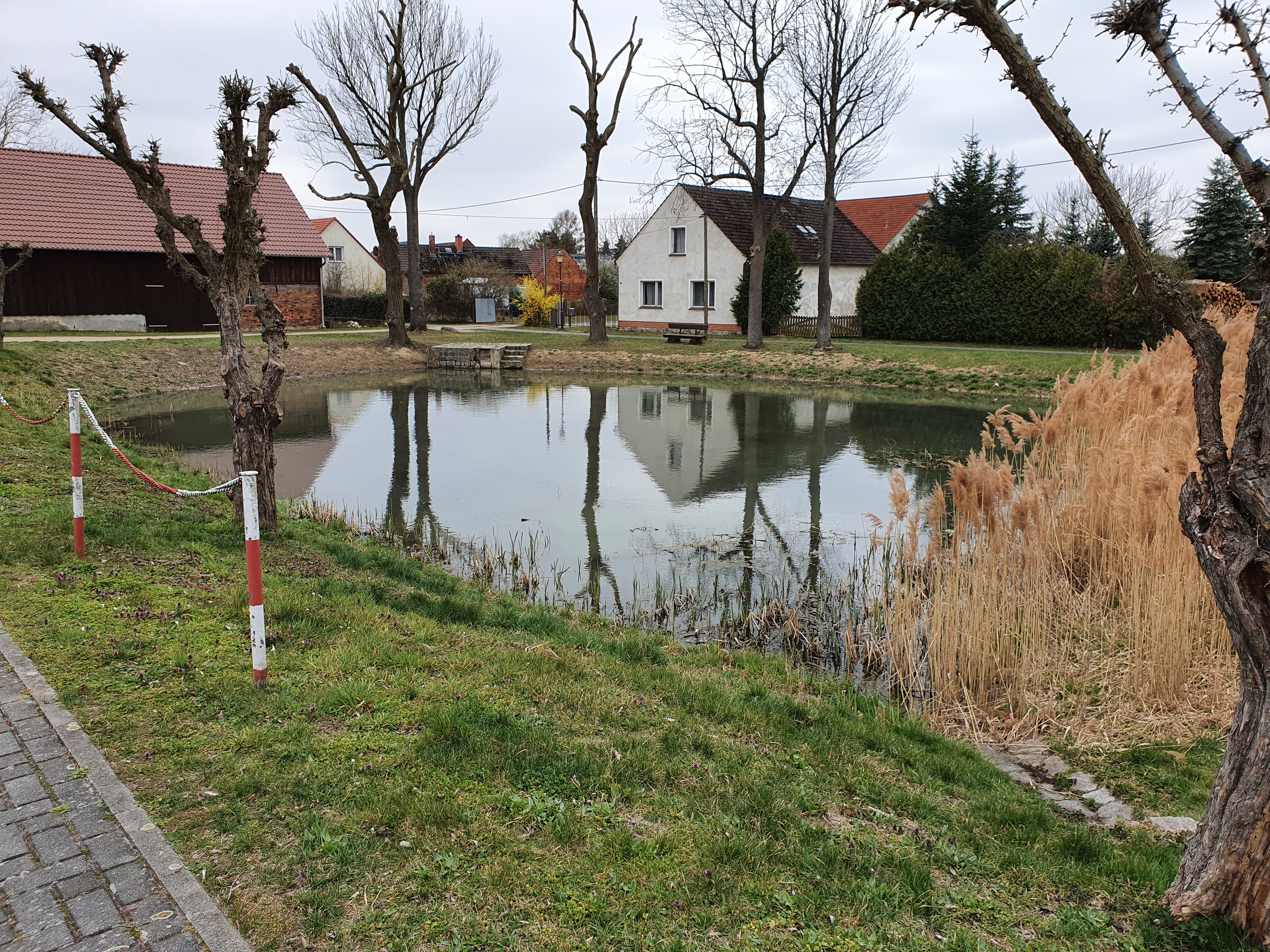
Dorfteich in Drewitz

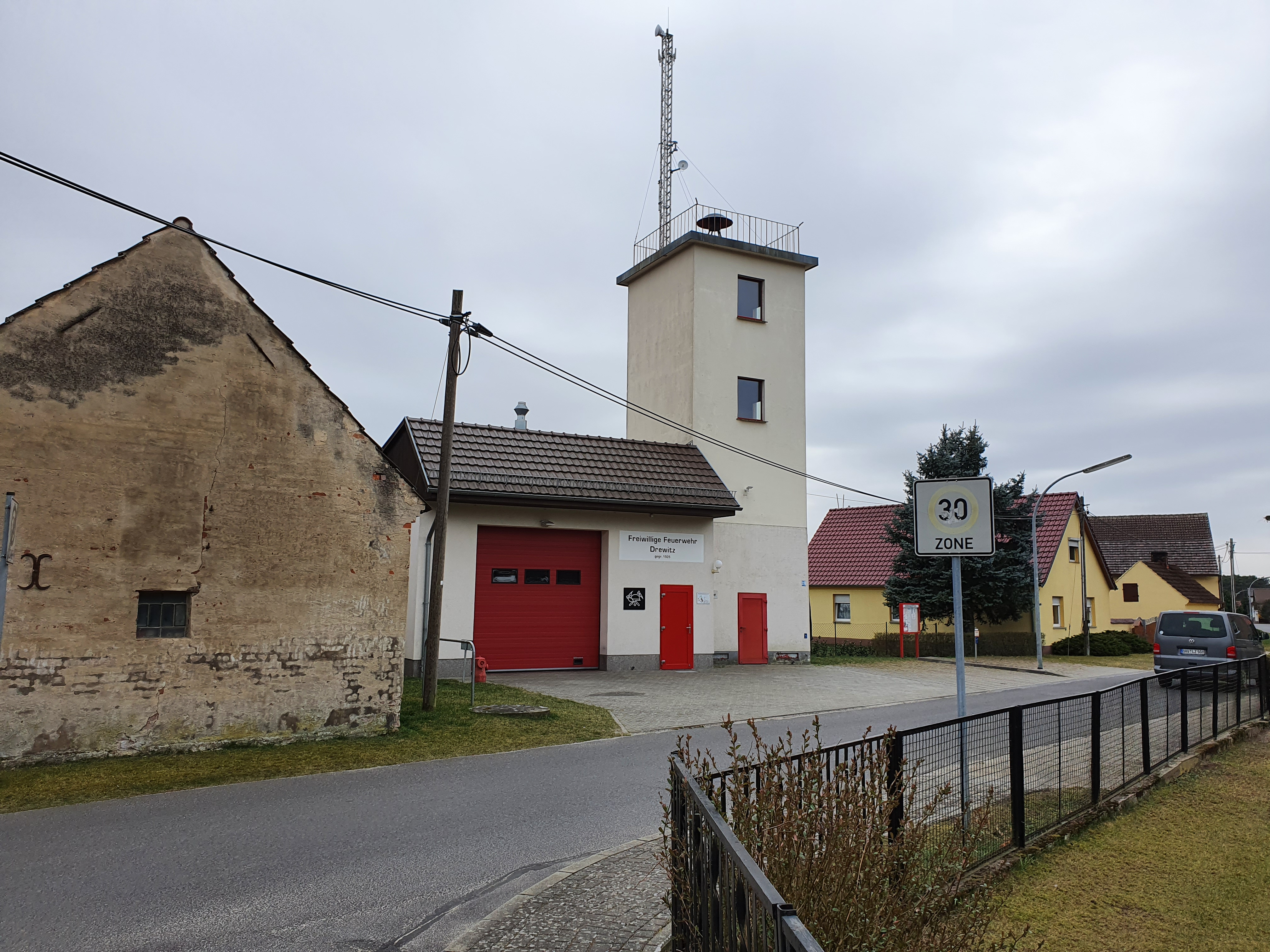
Feuerwehrhaus der Freiwilligen Feuerwehr

Drewitz, niedersorbisch Drjejce, ist ein Ortsteil der zum Amt Peitz gehörenden Gemeinde Jänschwalde im Landkreis Spree-Neiße in Brandenburg. Der Ort wurde am 26. Oktober 2003 nach Jänschwalde eingemeindet und war vorher eine eigenständige Gemeinde. Der Flugplatz Cottbus-Drewitz erstreckt sich auch auf Flächen im Süden der Gemarkung Drewitz.

## Lage
Das niederlausitzische Dorf Drewitz liegt 14 Kilometer südwestlich von Guben und 18 Kilometer nordöstlich von Cottbus am Lasszinser Wiesengraben. Die Gemarkung des Ortes grenzt im Norden an Pinnow, im Nordosten an Bärenklau, im Osten an Grabko, im Südosten an Jänschwalde-Ost, im Süden an Jänschwalde-Dorf, im Westen an Tauer und im Nordwesten an Schönhöhe. Zu Drewitz gehört zudem eine etwa 0,4 km² große Exklave, die von den Gemarkungen der Dörfer Grabko, Jänschwalde-Ost und Taubendorf umschlossen wird.
Drewitz liegt an einem Abzweig östlich der Landesstraße 502. Durch die südöstlich des Ortes gelegene Exklave verläuft zudem die Bundesstraße 97 zwischen Cottbus und der Grenze zu Polen.

## Geschichte
Drewitz wurde im Jahr 1412 erstmals urkundlich erwähnt. Der aus dem Niedersorbischen stammende Ortsname lässt sich als „Siedlung im Wald“ deuten. Der sorbische Ortsname ist von dem niedersorbischen Wort drjewo ‚Holz‘ abgeleitet und beschreibt einen Holzlagerplatz. Der Ort wurde zeitweise auch als Wüst-Drewitz bezeichnet, um ihn von dem nahegelegenen Groß Drewitz unterscheiden zu können.
Spätestens seit 1733 hatte Drewitz eine Dorfschule. Der Ort war Bestandteil der Herrschaft Cottbus und wurde im Jahr 1809 als Dorf mit einer Schmiede erwähnt. Die Standesherrschaft wurde 1815 aufgelöst und Drewitz als Gemeinde ein Teil des Kreises Cottbus in der preußischen Provinz Brandenburg. 1827 wurde die Dorfkirche von Drewitz wieder aufgebaut, nachdem sie zuvor mehrfach durch Brände zerstört worden war. Ab 1952 lag die Gemeinde im Kreis Guben im DDR-Bezirk Cottbus. Nach der Wiedervereinigung kam der Landkreis Guben in das Land Brandenburg, seit 1993 liegt Drewitz im Landkreis Spree-Neiße.
Am 26. Oktober 2003 wurde Drewitz im Rahmen einer Gemeindegebietsreform nach Jänschwalde eingemeindet.

## Sehenswürdigkeiten

### Baudenkmale

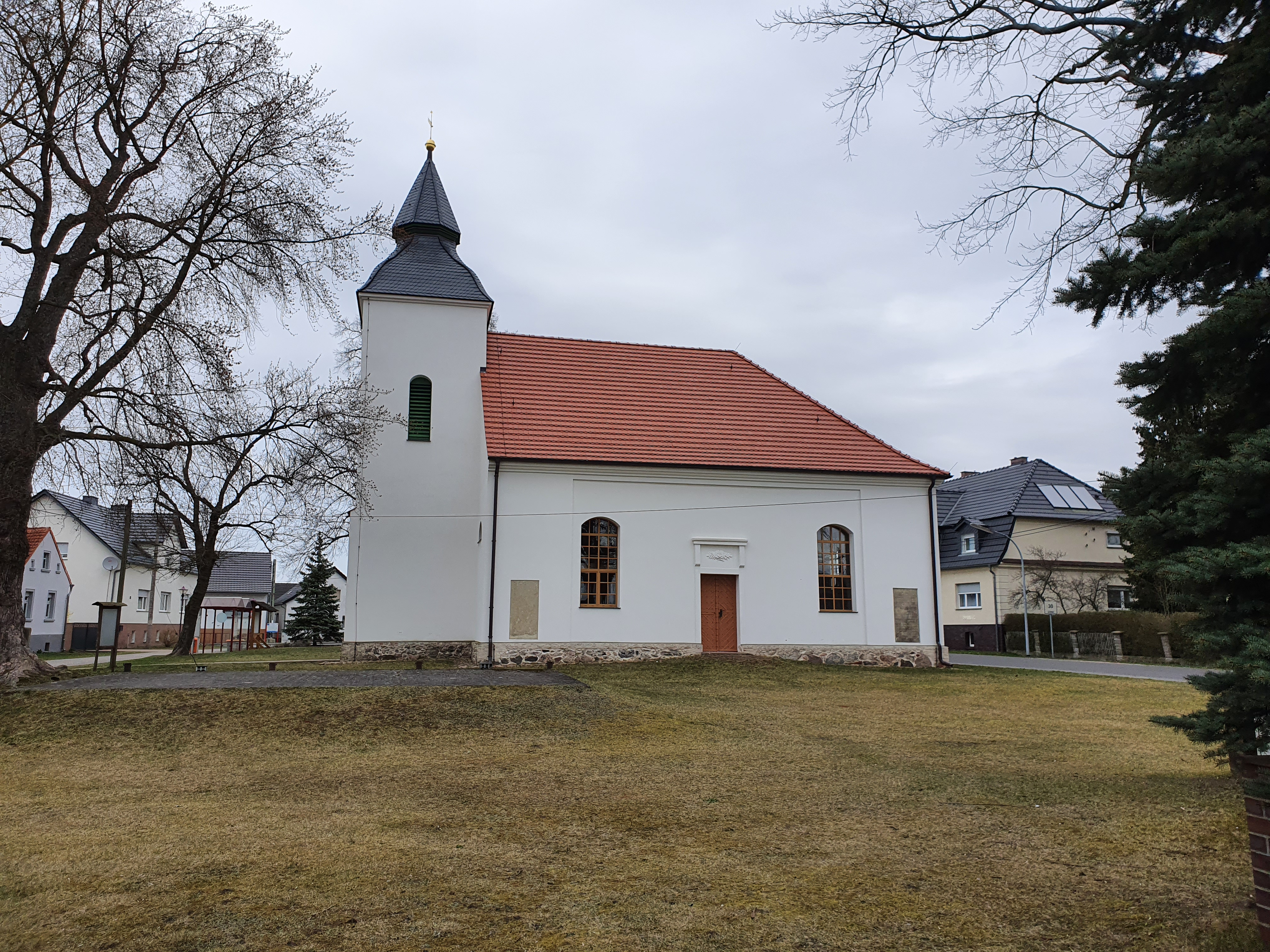
Dorfkirche

In der Liste der Baudenkmale in Jänschwalde sind für Drewitz zwei Baudenkmale aufgeführt:
- Die evangelische Dorfkirche Drewitz wurde von 1820 bis 1827 erbaut. Sie ist ein Putzbau mit einem im Osten abgewalmten Satteldach. Der Westturm trägt eine Haube mit einem achteckigen Helm. Der Kanzelaltar besteht aus Backstein, Sandstein und Holz. Die Taufe aus Holz stammt aus dem Jahr 1827. Die Glocke wurde 1648 gegossen. An der Südmauer wurden zwei Grabplatten zu Ehren eines kurfürstlichen Beamten und seiner Ehefrau aufgrund ihrer Verdienste um die Gemeinde eingefügt, die im 17. Jh. in Drewitz gestorben waren. Dach und Fassade wurden 2015 dank zahlreicher Spendenmittel aufwendig renoviert.[5]
- Das Kriegerdenkmal südlich der Kirche stammt aus den Jahren 1920/1930.

### Naturschutzgebiete
Rund um Drewitz liegen diese Naturschutzgebiete:
- nördlich das Calpenzmoor und das Naturschutzgebiet Pinnower Läuche und Tauersche Eichen, beide im Naturpark Schlaubetal
- nordöstlich der Pastlingsee
- südwestlich die Peitzer Teiche mit dem Teichgebiet Bärenbrück und Laßzinswiesen

(siehe auch Liste der Naturschutzgebiete im Landkreis Spree-Neiße)